# ابزار مدیریتی ویندوز

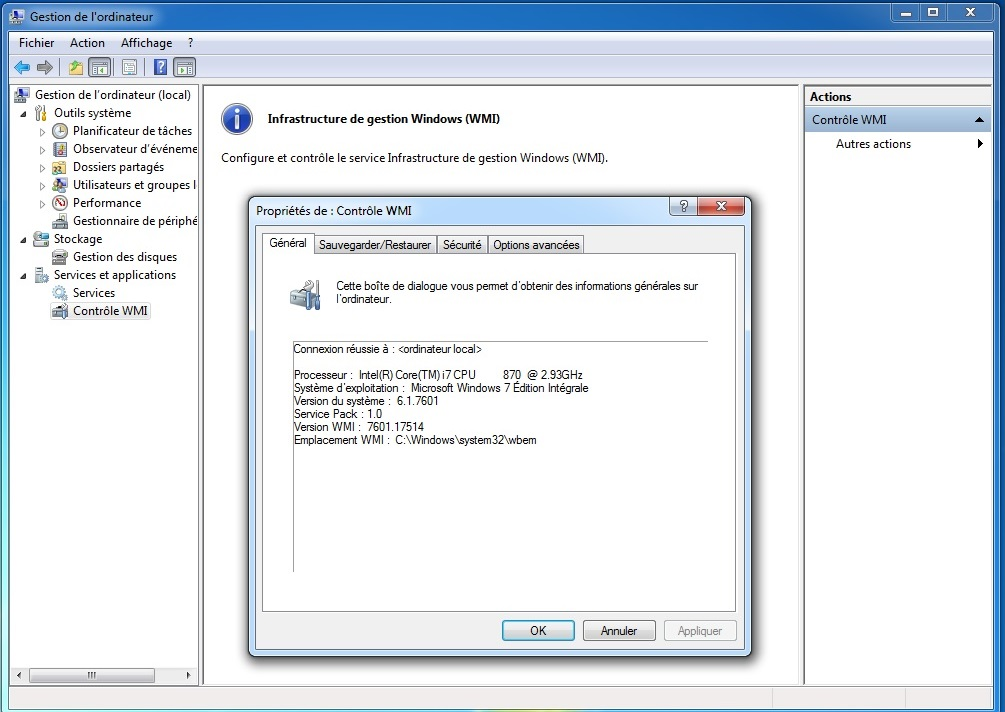
Windows Management Instrumentation

ابزار مدیریتی ویندوز (انگلیسی:Windows Management Instrumentation ) یا (WMI) متشکل از مجموعه‌ای از ابزارهای جانبی برای مدیریت ویندوز می‌باشد و به عنوان رابطی بین سیستم عامل و بخش‌های مختلف عمل می‌کند به گونه‌ای که در صورت نیاز به هر گونه اطلاعاتی سیستم از طریق این ابزارها با بخش‌های مختلف ارتباط برقرار کرده و اطلاعات لازم را دریافت می‌کند. WMI در واقع نسخه اجرایی مایکروسافت از سیستم مبتنی بر وب مدیریت سازمانی (WBEM) و مدل اطلاعات مشترک (CIM) استانداردهای توزیع مدیریت وظایف سیستم (DMTF).
WMI برای زبان‌های برنامه‌نویسی (مانند VBScript یا Windows PowerShell) این امکان را فراهم می‌سازد تا بتوانند به صورت محلی و از راه دور به مدیریت سیستم عامل رایانه‌های شخصی و سروربپردازند. WMI به صورت پیش فرض در ویندوز ۲۰۰۰ و نسخه‌های جدیدتر مایکروسافت نصب شده‌است و برای دیگر نسخه‌ها نیز می‌توان از وب سایت مایکروسافت دانلود و نصب نمود این نسخه‌ها عبارتند از نسخه‌های قدیمی مانند ویندوز NT ویندوز ۹۵ و ویندوز ۹۸.
همچنین مایکروسافت برای این ابزار رابط خط فرمان به WMI به نام Windows Management Instrumentation خط فرمان (WMIC) را نیز برای کاربران ایجاد کرده‌است که می‌توان با استفاده از خط دستور از ان استفاده نمود.برای دریافت دستورها کامل این ابزار می‌توانید از وب سایت مایکروسافت بهره ببرید 